# José Bové
Pour les articles homonymes, voir Joseph Bové et Bové.
Joseph Bové, dit José Bové, né le 11 juin 1953 à Talence (Gironde), est un paysan, syndicaliste et homme politique français.
Militant pacifiste, il refuse de faire son service militaire et est considéré comme déserteur. Recherché par l'armée, il s'installe dans les Pyrénées et il devient berger.
José Bové est l'un des fondateurs de la Confédération paysanne, un syndicat paysan qui s'oppose à l'agriculture productiviste et l'industrie agroalimentaire, au nom du respect de la santé environnementale dont humaine.
Il devient célèbre en 1999, en France et dans le monde, pour avoir démonté le restaurant McDonald's de Millau à la suite de sanctions américaines contre la France pour avoir refusé du bœuf aux hormones.
Connu pour ses prises de position contre les pesticides, les multinationales, la mondialisation, et les organismes génétiquement modifiés (OGM), il est l'une des figures du mouvement altermondialiste.
Candidat divers gauche à l'élection présidentielle française de 2007 avec le soutien d'une partie des Collectifs unitaires, il recueille 1,32 % des voix. Il est tête de liste Europe Écologie pour la circonscription Sud-Ouest en France lors des élections européennes de 2009, à l’issue desquelles il est élu député européen. Réélu en 2014, il quitte le Parlement européen en 2019.

## Biographie

### Famille et études
Le père de José Bové, Joseph-Marie Bové (1929-2016), d'origine luxembourgeoise, est spécialiste des maladies des plantes. Il se voit attribuer la nationalité française en devenant directeur régional de l'Institut national de la recherche agronomique (INRA) et devient membre de l'Académie des sciences. José Bové a déclaré que son père n'avait jamais travaillé sur les OGM,. Toutefois, cette affirmation est contredite par José Bové lui-même, lors d'une interview donnée au Parisien en 2007[réf. nécessaire], ainsi que par les déclarations de son père au même journal qui relate ses travaux (propos confirmés également par la liste des publications de J.M. Bové). Colette, sa mère, née Dumeau (1927-2014), est professeure de sciences naturelles, l'un de ses frères est ingénieur, l'autre ingénieur informaticien. Il parle anglais couramment, ayant suivi, à l'âge de trois ans, ses parents invités en tant que chercheurs à l'université de Californie à Berkeley. La famille y reste de 1956 à 1959. Par ailleurs, elle passait ses vacances dans une résidence secondaire à Lacanau (hameau de Longarisse).
Inscrit dans un lycée privé d'Athis-Mons, le lycée Saint-Charles tenu, à l'époque, par des jésuites, il en est exclu en 1968 s’étant « trouvé en contradiction avec l’institution ». Demeuré seul à Paris (ses parents étant mutés à Bordeaux), il fréquente les galas libertaires. Il obtient son baccalauréat, section économie, avec mention. Il envisage l'enseignement de la philosophie et s'inscrit en classes préparatoires littéraires et à la faculté de Bordeaux où, en 1971, il rencontre Alice Monier qu'il épousera en 1989 ; ils se sépareront en 2000. Pendant son séjour seul à Paris, début 1970, il est pacifiste et antimilitariste et proche des mouvements chrétiens ouvriers. Il fréquente Jacques Ellul de 1971 à 1973, au sein d'un groupe anarchiste non violent[Lequel ?]. Il milite également dans des mouvements hostiles à la guerre du Viêt Nam. Refusant de faire son service national, il demande le statut d'objecteur de conscience, qui lui est refusé par la commission juridictionnelle en 1972.

### Militantisme paysan et altermondialiste

#### Installation sur le causse du Larzac (1973-1981)

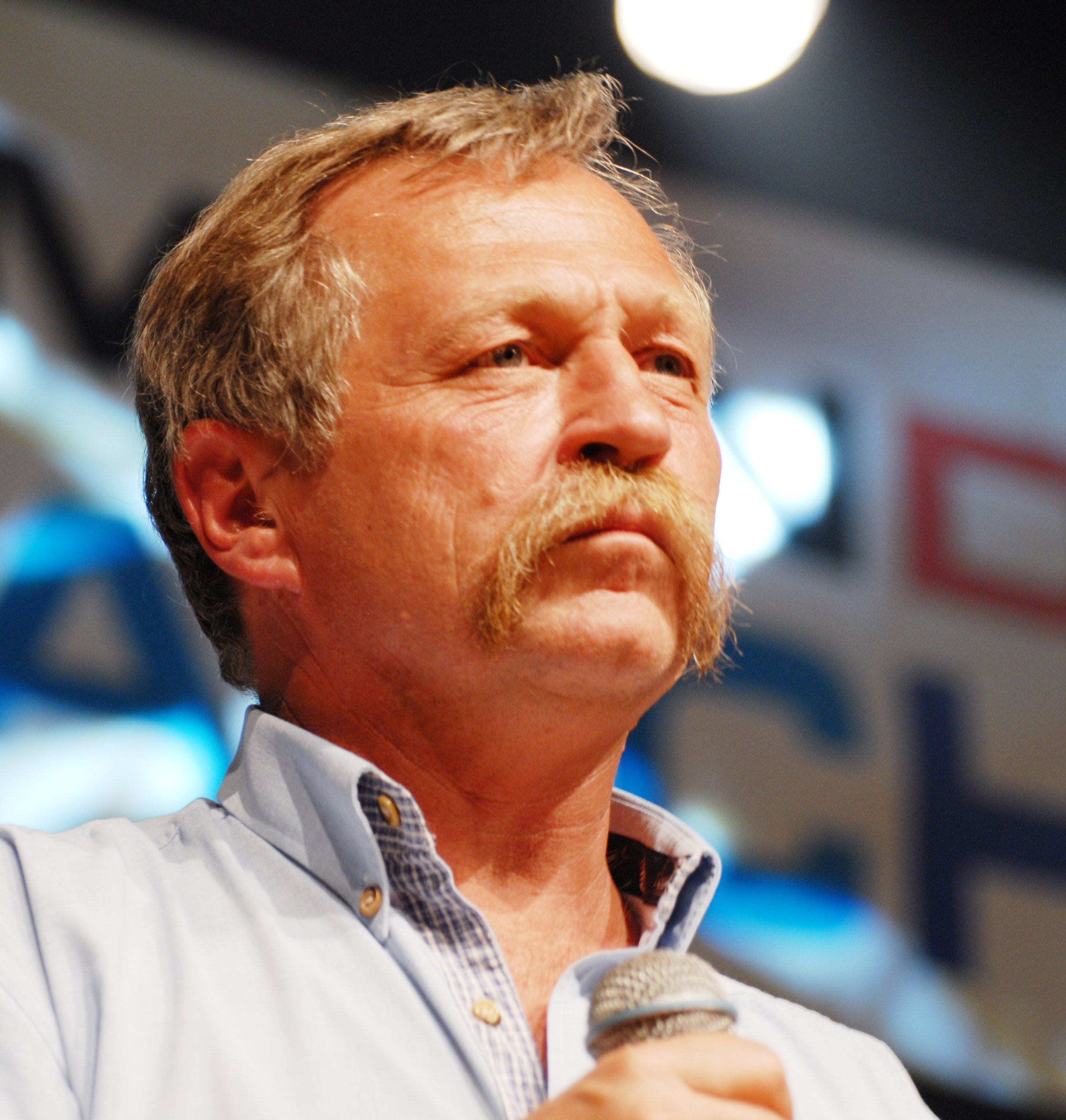
José Bové en 2007.

Étant considéré comme déserteur José Bové est recherché par l'armée. Il trouve alors refuge dans une exploitation agricole des Pyrénées. En 1973, il participe au rassemblement national contre l'extension du camp militaire sur le causse du Larzac, où il rencontre Bernard Lambert. À l'été 1974, 50 000 personnes participent à l'opération Moisson pour le Tiers monde sur le causse. Il se trouve parmi les quelques militants qui évitent à François Mitterrand, candidat battu quelques semaines auparavant, d'être lynché par des groupuscules maoïstes.
Avec sa femme Alice Monier, et sa première fille Marie, il s'y installe en 1976, élève des brebis mais ne lâche en rien son militantisme. Son opposition au militarisme le conduit tout naturellement à participer à la lutte contre l'extension du camp militaire du Larzac, qui fédère paysans et ouvriers au cours des années 1970. Il fait partie des vingt-deux personnes qui investissent en 1978 le camp militaire et s'emparent de documents attestant la vente de terrains par divers paysans. Après trois semaines de prison préventive, il est condamné à quatre mois de prison avec sursis et privation de ses droits civiques pour ses activités antimilitaristes. Il décide avec sa femme de squatter une ferme à l'abandon depuis 1920, le hameau de Montredon, et de mettre en valeur les terres convoitées par l'armée. En 1976, il s'installe sur cette ferme. En 1977, il est au volant de l'un des 90 tracteurs qui pénètrent sur le champ de tir avec, sur le garde-boue, un soldat contestataire en cagoule, délégué par les comités de soldats.
En 1978 naît Hélène, la seconde fille de José et Alice.
En 1981, François Mitterrand annonce l'annulation du projet d'extension du camp militaire, c'est la victoire du mouvement du Larzac. Les terrains acquis par l'État pour l'extension du camp sont ensuite confiés par bail emphytéotique à la société civile des Terres du Larzac, dont José Bové est l'un des gérants. Ce bail, d'une durée de 33 ans particulièrement avantageux a été prolongé, en 2013, de 2045 à 2083. José Bové en bénéficie comme les autres membres du collectif.
Jusqu'à son élection comme député européen, José Bové est demeuré éleveur au sein d'un GAEC (exploitation agricole) d'élevage de brebis pour la fabrication et la vente directe, de fromages au lait de brebis et de yaourts, situé à Montredon (commune de La Roque-Sainte-Marguerite, dans le département de l'Aveyron) sur le plateau du Larzac, où il s'est fait construire une maison en matériaux écologiques.

#### Syndicalisme agricole (1981-1993)
En 1978, Alice Monier et José Bové fondent un Centre cantonal des Jeunes agriculteurs, (CCJA), dont Alice devient vice-présidente départementale. Dès septembre 1981, il fonde le Syndicat des Paysans-Travailleurs de l'Aveyron, où se retrouvent les membres du CCJA. Se réclamant des situationnistes, et notamment de son ami René Riesel, il prône — déjà — une « autre agriculture ».
En 1987, il participe à la création de la Confédération paysanne, dont il devient l'un des cinq secrétaires nationaux. Composé de l'aile gauche du syndicat majoritaire (FNSEA) et de petits syndicats de gauche, ce nouveau syndicat agricole veut changer l'agriculture et s'opposer à l'industrie (l'industrie agroalimentaire moderne et aux industriels fournisseurs des agriculteurs), au nom du respect des personnes (consommateurs et paysans) et de l'environnement.
Outre de multiples manifestations et actions, notamment contre le GATT et la PAC, il développe en local un syndicalisme actif auprès des petits producteurs qui fournissent le lait de brebis indispensable aux caves de Roquefort. Cogérant de la Société civile des terres du Larzac, il fonde et dirige le Comité Roquefort, devenu en 1987, le Syndicat des producteurs de lait de brebis, affilié à la Confédération Roquefort. Il lui faudra batailler fermement (avec occupations et divers coups d'éclat) et longuement pour se faire admettre dans l'interprofession, en mai 1993.

#### Engagement (1995-1999)

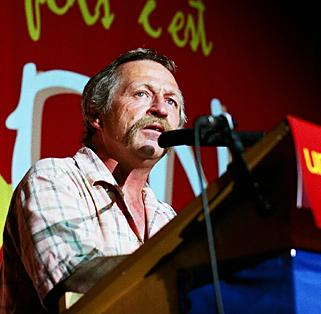
José Bové (Paris, mai 2005).

L'engagement de José Bové ne se limite pas au syndicalisme agricole. En 1995, il participe dans l'océan Pacifique à l'opération menée par Greenpeace contre la reprise des essais nucléaires décidée par le président Chirac, fraîchement élu. Il intervient également pour soutenir les mouvements indépendantistes tahitiens et kanaks, étant proche notamment de l'Union syndicale des travailleurs kanaks et des exploités (USTKE) et de son fondateur Louis Kotra Uregei.
Engagé dans l'altermondialisme, il fait également partie des membres fondateurs de l'association ATTAC en 1998, aujourd'hui présente dans 38 pays.

#### Affaire du McDonald's de Millau (1999)
Un fait particulièrement médiatisé est l'action menée par José Bové et plusieurs paysans militants, le 12 août 1999, sur le chantier d'assemblage d'un restaurant McDonald's à Millau. Qualifiée de « démontage », cette action a été sanctionnée au cours d'un procès dont le verdict a condamné José Bové à une peine de trois mois de prison ferme.
Il s'agissait, pour la Confédération paysanne de protester contre la décision de l'Organisation mondiale du commerce d'autoriser les sanctions américaines (sous forme de taxation punitive de certaines importations d'origine européenne, comme le fromage au lait cru roquefort), en raison du refus de l'Union européenne d'importer des États-Unis de la viande de vache élevée aux hormones de croissance. McDonald's, entreprise d'origine américaine, représentait à leurs yeux la cible symbolique idéale, tout à la fois de la « malbouffe » et du « capitalisme apatride ». L'action, collective, réalisée à visage découvert, avait été annoncée à la police par les organisateurs.
René Riesel, autre membre de la Confédération paysanne et auteur avec Bové de sabotages de cultures OGM, avance que cette action intervient à un moment critique de la lutte contre les OGM, quand celle-ci finissait par prendre de l'ampleur et osait s'attaquer à la recherche publique. Selon Riesel, la médiatisation de la « malbouffe » a permis de masquer la « guerre contre le vivant » que mène la société industrielle, et a permis à un courant de contestation légaliste qu'il qualifie de « citoyenniste » d'occuper seul la scène médiatique, avec Bové à sa tête. Alors que le précédent mouvement dénonçait toute forme de manipulation génétique comme moyen de domination du couple recherche/industrie sur le vivant et les populations, le mouvement « citoyenniste » milite seulement pour que l'État régule cette domination en protégeant le consommateur, ce que Riesel perçoit comme une dérive qui limite considérablement la portée contestatrice, et potentiellement émancipatrice, de la lutte contre les OGM,.

#### Participations au mouvement altermondialiste

Avec Evo Morales en 2002.

Il participe en 1999 aux manifestations de Seattle contre le sommet de l'OMC. En janvier 2001, en marge du Forum social mondial, il mène une action anti-OGM au Brésil contre une unité de la société Monsanto, qu'il accuse de produire illégalement des semences de soja transgénique. La même année, il est à Gênes aux côtés des militants altermondialistes pour manifester au sommet du G8, marqué par des violences et la mort du jeune Italien Carlo Giuliani. Il sympathise par ailleurs avec l'expérience zapatiste au Chiapas et participe avec les zapatistes à une marche à Mexico en 2001.
En mars 2002, il participe à une délégation de Via Campesina avec Paul Nicholson (paysan basque) et Mario Lill (l'un des principaux animateurs du Mouvement des sans-terre brésilien), invitée par les paysans palestiniens pour commémorer le Jour de la Terre. Cette visite s'inscrit dans le cadre plus large de la Campagne civile internationale pour la protection du peuple palestinien (CCIPPP). L'offensive lancée par l'Armée de défense d'Israël le lendemain de leur arrivée dans les territoires occupés bouleverse le programme originel. L'ensemble de la mission décide alors de rejoindre la ville assiégée de Ramallah puis de se rendre au palais présidentiel dont ils craignent l'attaque, José Bové y rencontre d'ailleurs Yasser Arafat. Alors qu'il sort à la tête d'une délégation en agitant un drapeau blanc, José Bové est arrêté par l'armée israélienne et expulsé après deux jours d'emprisonnement. Il est violemment pris à partie à son arrivée à Orly par des membres du Betar.
Peu après, il livre à la presse des commentaires au sujet des diverses attaques parfois violentes (cocktails Molotov ; voiture-bélier à Lyon-La Duchère) qui ont eu lieu en France contre des synagogues depuis le début de cette année-là, et déclare : « vous savez, il n'y a pas de fumée sans feu. Il faut se demander à qui profite le crime. Je dénonce tous les actes visant les lieux de culte. Mais je crois que le gouvernement israélien et ses services secrets ont intérêt à créer une certaine psychose, à faire croire qu'un climat antisémite s'est installé en France pour mieux détourner les regards. » (cité par Libération, 3 avril 2002), ce dont il s'excusera plus tard à de nombreuses reprises, reconnaissant une erreur. Bové affirme par ailleurs qu'Israël serait « une sentinelle avancée du libéralisme sauvage », ce qui lui vaut l'hostilité des défenseurs de ce pays.
Dans son action syndicale ou politique, José Bové, assisté d'autres militants, a parfois recours à des méthodes illégales, qualifiées de désobéissance civile par ses défenseurs, et inspirées de la réflexion politique de Henry David Thoreau. Il a, par exemple, procédé à une action sur une sandwicherie de la chaîne McDonald's de Millau le 12 août 1999, qu'il qualifie de « démontage », ou encore l'arrachage ou fauchage de champs d'essai d'OGM ou de plants de riz transgénique dans un laboratoire du Centre de coopération internationale en recherche agronomique pour le développement (CIRAD) avec l'aide de militants indiens le 5 juin 1999.
La FNSEA critique le combat de José Bové contre les OGM et la malbouffe au nom de la santé. Elle pense que son engagement pour des causes non-agricoles a valu à la Confédération paysanne de perdre 7 points (de 26 % à 19 %) lors des élections de 2007 aux Chambres d'agriculture, restant toutefois le second syndicat paysan.

#### Poursuite du militantisme hors de la confédération (depuis 2003)
À ce titre, José Bové est condamné à de nombreuses reprises (voir liste ci-dessous). En ce qui concerne sa condamnation à dix mois ferme en 2003, après un appel et un pourvoi en cassation, la Confédération paysanne dénonce :

« La dureté sans précédent de cette condamnation, aucun responsable syndical de niveau national n'ayant été incarcéré depuis le régime fasciste de Vichy », condamnation qui « montre la dégradation des libertés syndicales en France. »

Peu après son incarcération en juin 2003, son avocat demande pour José Bové le statut de prisonnier politique. Cette demande fait suite à une arrestation assez musclée à l'origine de multiples protestations.
Après deux mois de prison, il a pu purger le reste de sa peine chez lui, à la faveur d'une grâce présidentielle.
Les 21 et 22 janvier 2004, il se rend a la World Water Conference à Plachimada, dans l'état du Kerala en Inde aux côtés notamment de Vandana Shiva et de Maude Barlow. Cette conférence avait pour but de soutenir le mouvement contre l'usine Coca-Cola qui surexploitait et polluait les eaux environnantes, les rendant impropres à la consommation et à l'irrigation des champs. Plus généralement, ce mouvement visait à faire valoir l'eau comme un bien commun et non comme une simple ressource qui puisse être privatisée,.

#### Rassemblement du Larzac et retrait de la confédération
José Bové, refusant de devenir « porte-parole » à vie de la Confédération paysanne, annonce son retrait à la fin du grand rassemblement du Larzac, événement altermondialiste réunissant plusieurs centaines de milliers de personnes en août 2003, rendu effectif lors du congrès des 7 et 8 avril 2004. Il est remplacé dans cette fonction par Brigitte Allain, paysanne en Dordogne, et Jean-Émile Sanchez, un de ses compagnons de lutte, également éleveur de brebis sur le causse du Larzac. Son exposition médiatique, lorsqu'il était porte-parole de la Confédération paysanne, provoquait un certain agacement,.

#### Porte-parole de l'organisation paysanne internationale Via Campesina
José Bové poursuit néanmoins son activité syndicale internationale. Lors de la quatrième conférence internationale de Via Campesina, se tenant au Brésil en juin 2004, il devient porte-parole de Via Campesina et se voit confier le soin d’animer la campagne internationale visant à faire reconnaître la souveraineté alimentaire comme un nouveau droit de l’Homme. Il représente Via Campesina à la conférence de la CNUCED de São Paulo où il présente cette proposition à Kofi Annan, secrétaire général des Nations unies.
En juin 2004, il se rend en Bolivie où il participe à une mission de solidarité à Francisco Cortes, militant colombien alors emprisonné dans ce pays depuis plus d’un an. Il est reçu par Evo Morales, député bolivien, responsable des syndicats de cocaleros et président du Mouvement vers le socialisme (Bolivie), première force politique du pays et par Carlos Mesa, président de la République.
Au cours de l'été 2004, José Bové et d’autres membres du réseau des « faucheurs volontaires » relancent la campagne de destruction d’essais d'OGM en plein champ.
Au mois de septembre 2004, José Bové se rend en Corée du Sud à l’invitation du Korean Peasants League (en), syndicat agricole coréen affilié à Via Campesina, pour participer aux manifestations en mémoire du syndicaliste paysan coréen Lee Kyung-hae qui s’est suicidé le 10 septembre 2003 à Cancún pour protester contre l’OMC.
En janvier 2006, il est à Bamako pour le Forum social mondial tripartite.

### Parcours politique

#### Débuts
Il appelle à voter « non » au référendum sur le Traité établissant une constitution pour l'Europe du 29 mai 2005, jugeant celui-ci « ultra-libéral » et « antisocial ».

#### Candidature à l'élection présidentielle 2007

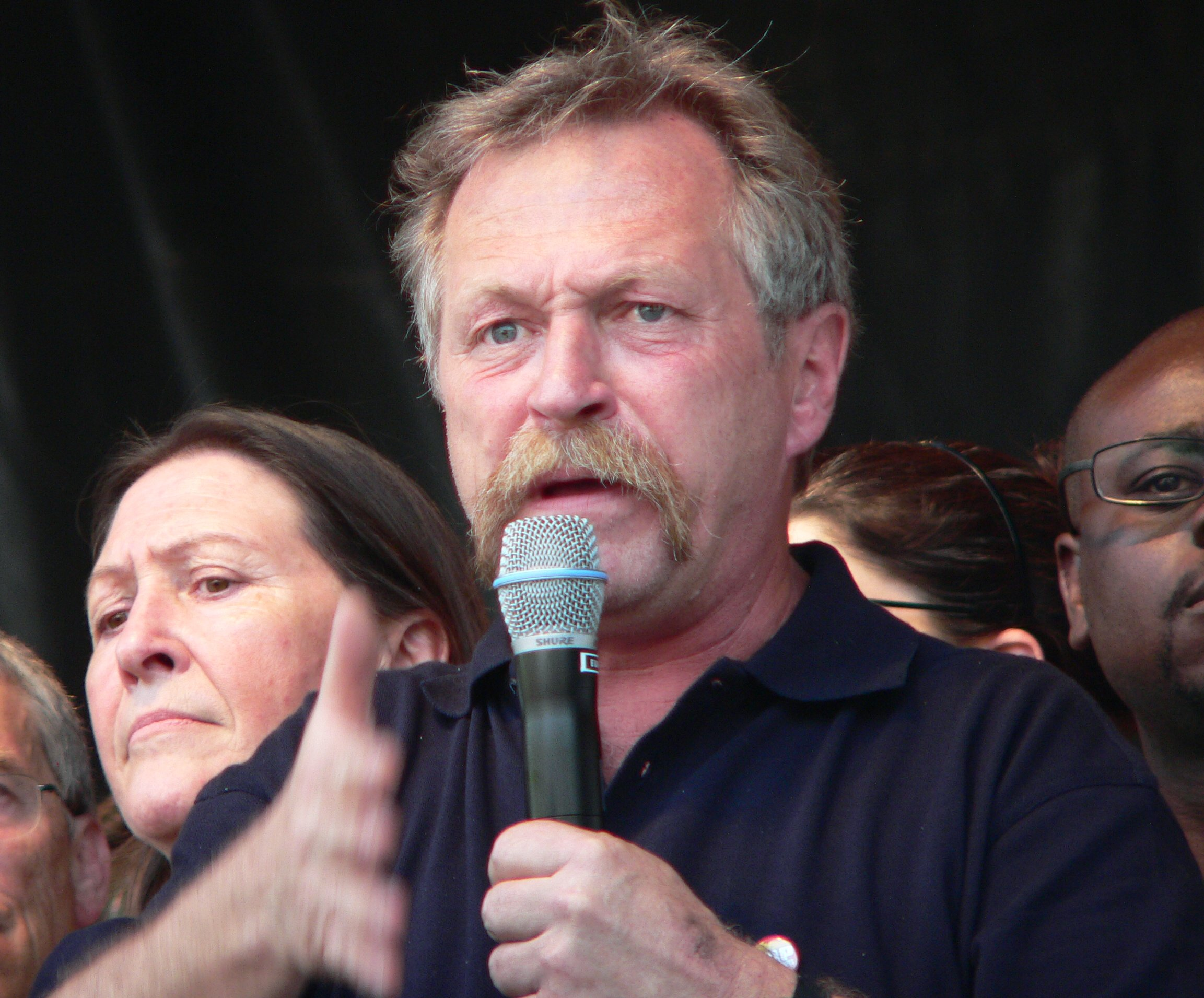
José Bové à Paris en 2007.

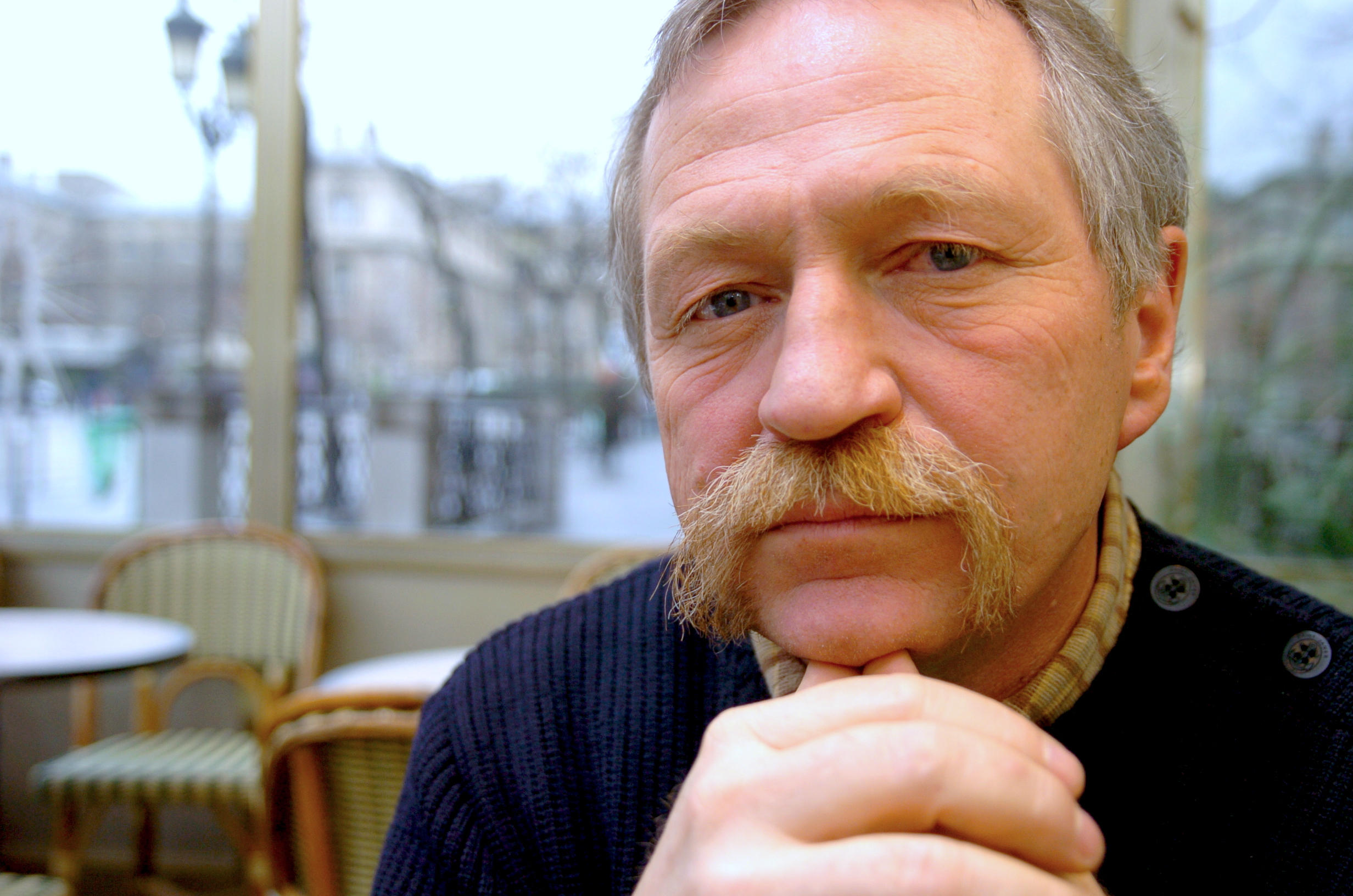
José Bové, le 7 février 2007 à Paris.

En octobre 2005, pour faire avancer les revendications portées par le « Non de gauche » à la Constitution européenne, José Bové déclare que des alliances entre mouvements seront nécessaires. Le 13 juin 2006, il se déclare candidat à la présidentielle dans un entretien à Libération. Il s’investit dans les Collectifs du 29 mai, puis dans les collectifs unitaires (ou « Collectif d'initiative unitaire national »). Le 23 novembre 2006, il annonce son retrait « provisoire » de l'investiture des collectifs, affirmant que le PCF tente d'imposer la candidature de Marie-George Buffet. À la suite de l'impossibilité d'obtenir un accord sur une candidature commune et de la candidature de Buffet, des militants lancent une pétition qui recueille rapidement 35 000 signatures appelant José Bové à représenter les collectifs à l'élection présidentielle.
Bové annonce à nouveau sa candidature le 1er février 2007, à la Bourse du travail de Saint-Denis, pour « redonner l'espoir d'une alternative à gauche » et être « le porte-voix des sans-voix »,. Il se présente sous le slogan politique « Osez Bové », sans l'appui unanime des collectifs unitaires.
Au premier tour de l'élection présidentielle française de 2007, il obtient 483 008 voix, soit 1,32 % des suffrages exprimés. Il est dixième sur douze candidats, devant Frédéric Nihous et Gérard Schivardi, derrière tous les candidats à la gauche du PS (Olivier Besancenot, Marie-George Buffet, Dominique Voynet et Arlette Laguiller). Durant l’entre-deux tours, la candidate socialiste, Ségolène Royal, confie à José Bové une mission d'étude sur la question de « la mondialisation et la souveraineté alimentaire ». Il se rallie dans la foulée à la candidature de celle-ci.

#### Candidature aux élections européennes de 2009
En 2009, José Bové a été choisi comme tête de liste de la circonscription Sud-Ouest de la France dans le cadre du rassemblement Europe Écologie, qui regroupe des militants appartenant aux principaux partis et associations écologistes. À la faveur d'un large succès des listes écologiques, menées par Daniel Cohn-Bendit et Eva Joly en Île-de-France, José Bové et sa colistière sont élus députés européens le 7 juin 2009. Il est désormais dans le nouveau parti Europe Écologie Les Verts, le fruit de la fusion des Verts et d'Europe Écologie.

#### Campagne présidentielle d'Eva Joly en 2012
José Bové est un des porte-parole de la candidate Eva Joly pour la présidentielle 2012 malgré son soutien affiché à Nicolas Hulot lors des primaires. Il a néanmoins déclaré, peu avant l'échéance du premier tour, que la candidature d'Eva Joly « pose problème ».

#### Élections européennes de 2014

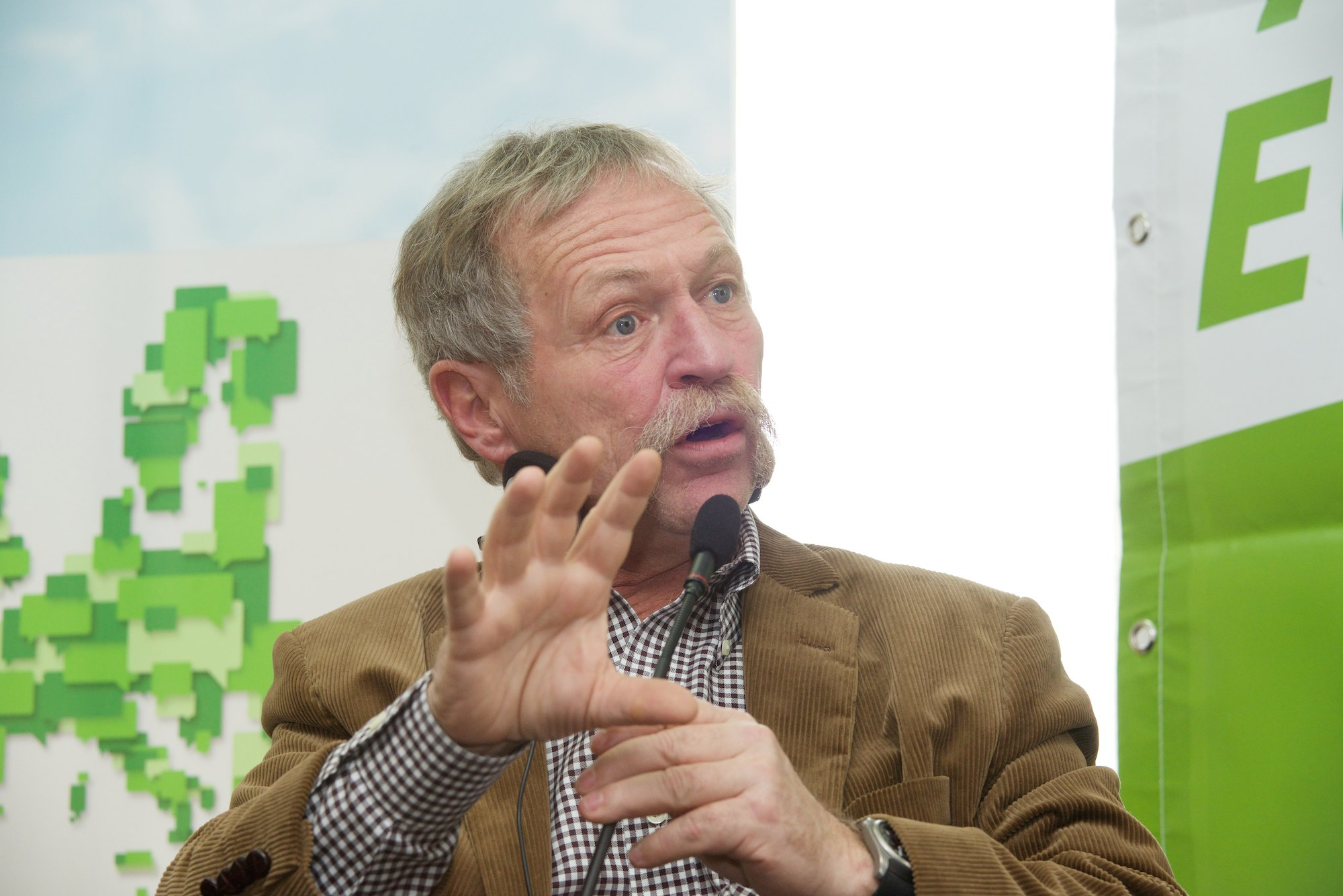
José Bové lors de la campagne pour la primaire européenne verte.

Le 16 septembre 2013, il est désigné par EÉLV pour représenter le parti à la primaire européenne verte, en vue des élections européennes de 2014 : il arrive en tête du scrutin avec l’Allemande Ska Keller. Il est réélu député européen le 25 mai 2014, dans la même circonscription qu’en 2009, sa liste remportant 11,2 % des suffrages exprimés.
Il ne se représente pas en 2019.

#### Retrait de la vie politique
Après son départ du Parlement européen, José Bové se met en retrait de la vie politique active mais continue de prendre position. Lors des élections régionales de 2021 en Occitanie, il choisit de soutenir la candidature de la présidente sortante socialiste Carole Delga dont il salue l'action, et non la liste écologiste d'Antoine Maurice, estimant que la présence de cette dernière est une « erreur », faisant valoir le risque que fait peser le Rassemblement national,.
En 2022, il effectue quelques déplacements en soutien à la candidature de Yannick Jadot pour l'élection présidentielle, notamment à Montpellier et Ajaccio,.

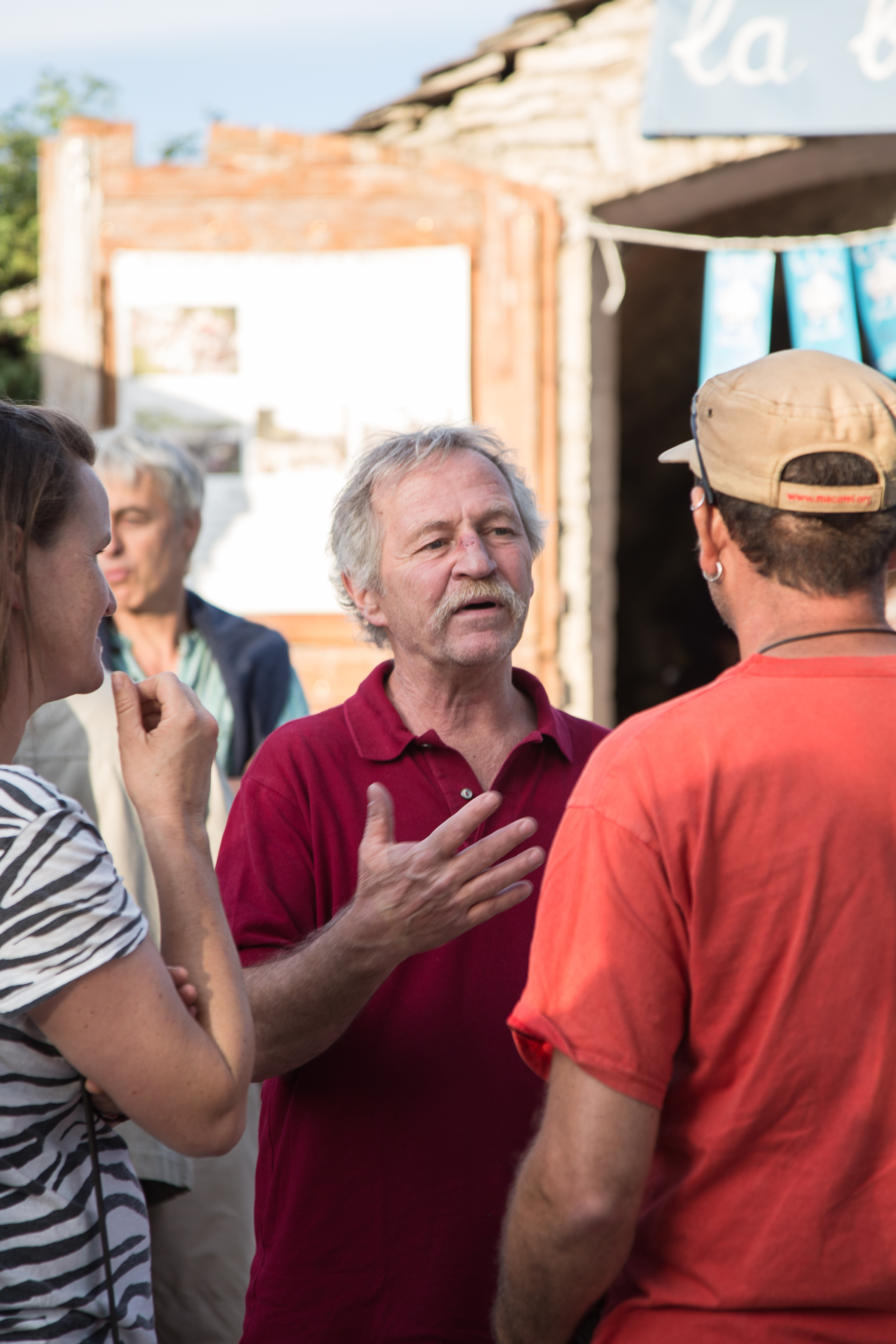
José Bové, marché de Montredon (Larzac - Aveyron) 2016

En mai 2022, au début de la campagne des élections législatives de juin, il s'oppose fortement à l'union des écologistes et de La France insoumise au sein de la Nouvelle Union populaire écologique et sociale, dans une tribune commune signée avec Daniel Cohn-Bendit et Jean-Paul Besset. Il critique un « radicalisme va-de-la-gueule », un « accord indigne » et une « escroquerie ». 

## Prises de position
José Bové est surtout connu par ses actions militantes :
- pour une alternative à la mondialisation dite néolibérale ;
- contre les organismes génétiquement modifiés (OGM) ;
- contre la « malbouffe » et la domination américaine, incarnée par la restauration rapide (notamment les McDonald's).

Mais il milite aussi (d'après son programme pour la présidentielle de 2007) :
- Pour la reconnaissance des populations des banlieues pauvres et du monde rural, ainsi que leur accès égalitaire aux services publics ;
- Contre le racisme ;
- Pour l'égalité des hommes et des femmes ;
- Pour le droit au logement ;
- Pour la dissolution de la Brigade anti-criminalité (BAC), qu'il juge trop violente et peu efficace ;
- Contre les « rafles de sans-papiers » ;
- Pour le contrôle citoyen sur la rénovation des « quartiers » afin de ne pas détruire plus d'appartements qu'il n'en est créé ;
- Pour l'accès libre et le respect des ressources naturelles vitales ;
- Pour le développement des transports collectifs non polluants ;
- Pour le développement des énergies renouvelables et pour l'arrêt total du projet de Réacteur pressurisé européen (EPR) ;
- Pour la défense d'une agriculture paysanne ;
- Pour la taxation des transactions financières ;
- Contre la « direction du monde » par les pays du G8, le FMI et la Banque mondiale ;
- Pour l'annulation de la dette des pays pauvres ;
- Pour la souveraineté alimentaire.

Mais il s'est également opposé à la protection du loup en France (espèce protégée et dont la population locale est classée en danger par l'Union internationale pour la conservation de la nature) et s'est positionné en faveur de sa chasse,,,.

### Opposition à la recherche et à l'action scientifique en lien avec le vivant

#### Lutte contre les OGM
Ses actions de désobéissance civile au sujet des OGM lui ont valu une forte médiatisation et notoriété, mais aussi de nombreux procès, amendes, dommages et intérêts, ainsi qu'un séjour en prison.
Sur le terrain comme devant la justice, l'entreprise avec qui la Confédération paysanne entretenait les rapports les plus conflictuels était Monsanto, une entreprise américaine productrice de semences génétiquement modifiées. Mais Bové s'en prend aussi régulièrement à la recherche française, qu'elle soit publique (CIRAD) ou privée (CETIOM); ce que certains considèrent comme un avantage octroyé par les faucheurs d'OGM aux sociétés de biotechnologie installées à l'étranger.
José Bové a aussi porté cette lutte autour du monde, au nom de Via Campesina, par exemple à Bamako. Il y déclare qu'il est intolérable de pousser les agriculteurs des pays pauvres à cultiver les OGM, pour ensuite les empêcher de replanter les graines produites par ces plantes sous prétexte de protection par des brevets. Mais son combat se prolonge aussi en Inde, en Amérique latine et à Hong Kong, où il sera gardé en centre de rétention et interdit de territoire lors de la manifestation du G8 en 2006.
Il utilise l'action directe pour lutter contre les OGM, et s'appuie en outre sur tout l'éventail des arguments avancés par les militants anti-OGM :
- le « principe de précaution » ;
- la défense de la santé des citoyens (se référant à des travaux d'associations militantes comme le CRIIGEN[54],[55]) ;
- l'opposition massive du grand public à la présence d'OGM dans l'alimentation[56] ;
- les difficultés des paysans (62 % sont contre les OGM[57], surdosages d'herbicides, risques avérés de contamination[58],[59]) ;
- les problèmes rencontrés par les apiculteurs voisins de ces cultures (OGM-insecticides[60]) ;
- l'appauvrissement des paysans qui pratiquent ces cultures, en raison de la baisse de productivité, et des redevances liées aux brevets sur ces plantes ;
- la « liberté d'opinion et d'expression », alors que d'après le tribunal qui l'a jugé, dans ce cas, rien ne l'empêcherait de saisir un tribunal pour réclamer leur interdiction[61],[62].

Il persiste dans sa pratique de la « désobéissance civile » malgré les avertissements de la justice établissant qu'elle n'était ni justifiée ni proportionnée. Pourtant, la Cour de justice européenne condamne la France à une amende de 10 millions d'euros pour « la répétition de comportements infractionnels commis […] dans le secteur des OGM », la directive européenne de 2001 n'ayant pas été transposée par la France avant 2008.
Enfin, ses adversaires, lui reprochent d'avoir une attitude « obscurantiste » vis-à-vis de la recherche scientifique, en sabotant les recherches sur les OGM, en invoquant le principe de précaution, empêchant ainsi de vérifier l'innocuité, de connaître ou de prouver la réalité des effets secondaires qu'il allègue contre ces produits.
José Bové justifie son action en arguant d'un but suffisamment important. Il met en avant l'effet néfaste d'une alimentation à base d'aliments OGM sur les animaux, comme les insectes et les rongeurs, qui a été démontré par certains biologistes. D'autre part, des études ont déjà démontré que certains OGM cultivés en France sont dangereux, mais ces études ont été cachées par les organismes officiels de protection de la santé en France, comme pour la vache folle, ou la catastrophe nucléaire de Tchernobyl, montrant ainsi un déficit de protection des citoyens au bénéfice des industries.
Il existe une complémentarité entre les différents combats de José Bové, par exemple contre les OGM et contre le libéralisme. Ainsi il dénonce les effets négatifs des OGM, hors contamination, qui sont déjà connus dans de nombreux pays. En Argentine, notamment, on s'est aperçu que l'argument de réduction de l'utilisation des pesticides ne tient que sur une ou deux semences, que les champs voisins se sont retrouvés détruits et des populations voisines rendues malades par l'utilisation d'herbicides censés rentabiliser les champs de soja OGM, que la culture massive d'OGM contrôlée par des fonds de pension étrangers a accéléré l'exode rural de la petite paysannerie, venant ainsi agrandir les bidonvilles.
Il déclare s'attaquer principalement à la culture OGM en plein champ, dont les risques de contamination seraient connus. Cependant, il a détruit des plantations OGM à l'intérieur des serres et installations d'un centre de recherche du CIRAD non susceptibles de telles contaminations.

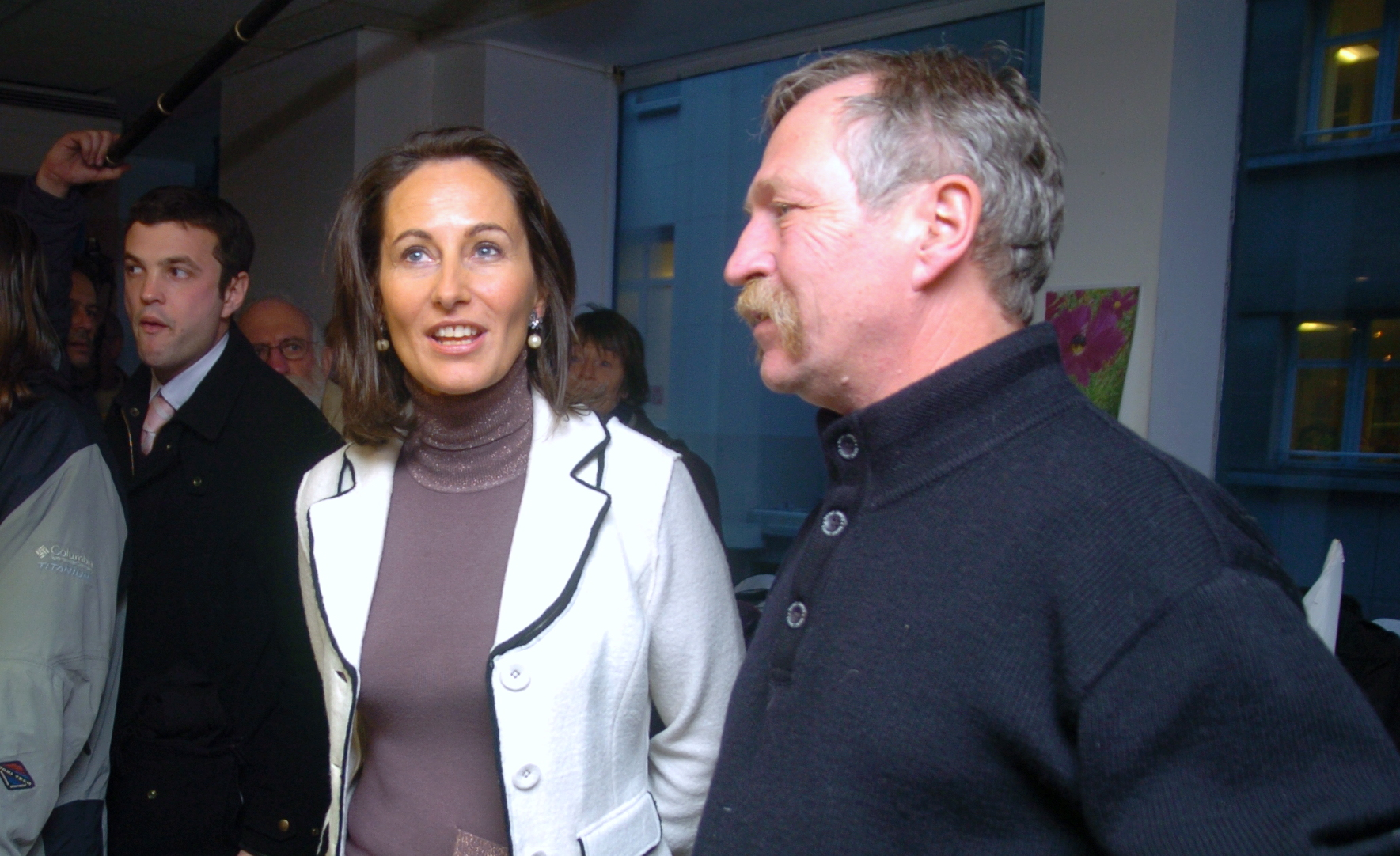
José Bové reçoit le soutien de Ségolène Royal au premier jour de sa grève de la faim, le 03 janvier 2008, rue de la Banque à Paris.

Avec seize autres militants, il entame une grève de la faim le 3 janvier 2008 pour obtenir le respect par le gouvernement de son engagement d'enclencher la clause de sauvegarde contre les OGM prévue dans la directive européenne 2001/18, clause qui permettrait de fait un moratoire sur la culture des OGM en France.

#### Opposition à la PMA et à la GPA
En 2014, José Bové se prononce à plusieurs reprises contre la procréation médicalement assistée (PMA) pour tous les couples,, à l'instar d'autres écologistes comme Pierre Rabhi. Il déclare en 2014 sur la chaîne télévisée chrétienne KTO : « Je n’ai jamais varié, je suis contre toute manipulation sur le vivant, que ce soit pour les couples homosexuels ou hétérosexuels. Je crois qu'à un moment, le droit à la vie et le droit à l'enfance sont deux choses différentes. Je ne crois pas que le droit à l’enfant soit un droit. La réflexion ne peut pas se couper en tranches sinon, d’évolution en évolution, il n’y aura plus de limite. Tout ce qui fait qu’on va fabriquer le vivant plutôt que de le laisser se développer pose énormément de problèmes humains et éthiques. Pour moi, tout ce qui est manipulation sur le vivant, qu’il soit animal, végétal et encore plus humain, est quelque chose qui doit être combattu ». Il établit donc une comparaison avec la manipulation génétique qu'il est connu pour combattre. Il s’oppose également à la gestation pour autrui (GPA).

#### Homosexualité et homoparentalité
S'il considère comme une perversion antiécologiste du vivant toute procréation médicalement assistée, quels que soient les parents, et a donc fait opposition à l'ouverture de la PMA à toutes les femmes, puisque celle-ci a été décidée par le législateur après la légalisation de l'aide à la procréation pour des couples hétérosexuels, il combat toute discrimination des personnes LGBT et se positionne parmi les écologistes libertaires sur ce point, affichant ainsi des positionnements sociétaux particulièrement complexes résumant certains clivages souvent plus binaires au sein même de son parti. Il a milité avec Dominique Voynet, ainsi que Marie-George Buffet, et fait la Une du magazine Têtu, pour les droits égaux aux hétérosexuels des couples de personnes de même sexe en termes de mariage, adoption et filiation.

### Sources culturelles
Dans son analyse de la société et du combat à mener, José Bové s'inspire de Henry David Thoreau, Gandhi et Jacques Ellul, professeur qu'il a fréquenté au début des années 1970, qui se sont prononcés pour la désobéissance civile, la non-violence et la critique du « système technicien ».
Il est membre fondateur d'ATTAC, membre du comité de parrainage de la Coordination pour l'éducation à la non-violence et à la paix de la culture de paix et de non-violence.

## Affaires judiciaires
Au cours de son parcours judiciaire, José Bové a été accompagné par François Roux, avocat à la cour de Montpellier. En 2003, José Bové a sollicité une grâce présidentielle. Il a été entendu puisqu'il a été partiellement gracié et le reste de sa peine adapté. Il n'est resté en prison qu'un mois et dix jours au lieu des 22 mois prononcés contre lui. Dans des conditions normales de remise de peine, il aurait dû effectuer au minimum sept mois de prison.
- 1976 : condamnation à quatre mois de prison avec sursis et privation de ses droits civiques pour activités antimilitaristes (il avait volé des documents concernant un projet d'extension du camp militaire du Larzac)[77],[78].
- 18 février 1998 : condamnation à huit mois de prison avec sursis par le tribunal correctionnel d'Agen pour la destruction d'un stock de semences transgéniques sur un site de Novartis à Nérac en Lot-et-Garonne.
- 20 octobre 1998 : le Tribunal de Tahiti le reconnaît coupable d'entrave volontaire à la navigation ou à la circulation d'aéronef. Néanmoins, il est dispensé de peine[79].
- 27 octobre 1999 : le tribunal correctionnel de Rodez (Aveyron) le reconnaît coupable, avec huit membres de la Confédération paysanne, de « violence en réunion ». En mars 1999, ils avaient séquestré trois fonctionnaires de la préfecture. Néanmoins, il est dispensé de peine[80].
- 13 septembre 2000 : trois mois de prison ferme par le tribunal correctionnel de Millau pour le vandalisme du chantier de McDonald's le 12 août 1999. Le 22 mars 2001, la cour d'appel de Montpellier confirme la peine, et le condamne à 6 000 francs d'amende (915 euros) pour la brève séquestration des fonctionnaires de la Direction départementale de l'Agriculture de Rodez en mars 1999.
- 20 décembre 2001 : la cour d'appel de Montpellier condamne José Bové à six mois d'emprisonnement pour destruction de plants de riz transgénique en juin 1999 dans une serre du CIRAD à Montpellier. En première instance, le 15 mars de la même année, le tribunal correctionnel de Montpellier avait infligé dix mois d'emprisonnement avec sursis et deux ans de mise à l'épreuve à José Bové[81].
- 6 février 2002 : la Cour de cassation rejette son pourvoi formé au sujet de sa condamnation à trois mois d'emprisonnement ferme pour les dégradations du McDonald's de Millau. Elle fait de même à l'encontre de sa condamnation à 915 € d'amende dans l'affaire de Rodez.
- Du 19 juin au 1er août 2002 : José Bové purge le reliquat de sa peine de trois mois d'emprisonnement pour la destruction du McDonald's de Millau, à la maison d'arrêt de Villeneuve-lès-Maguelone (Hérault) (trois semaines de détention provisoire avaient déjà été effectuées en 1999).
- 22 octobre 2002 : le tribunal correctionnel de Foix le condamne à 100 jours-amende d'un montant de 30 euros par jour, pour le fauchage, en avril 2000 d'un champ expérimental de colza transgénique cultivé par le Centre technique interprofessionnel des oléagineux métropolitain CETIOM à Gaudiès (Ariège). José Bové ne fait pas appel.
- 19 novembre 2002 : la Cour de cassation rejette le pourvoi formé contre sa condamnation par la cour d'appel de Montpellier le 20 décembre 2001 à six mois d'emprisonnement ferme pour la destruction de plants de riz transgénique en juin 1999.
- 26 février 2003 : condamnation à dix mois de prison ferme. Rejet du pourvoi par la Cour de cassation à l'encontre de la peine de six mois de prison prononcée par la cour d'appel de Montpellier fin 2001 et révocation de la moitié du sursis des huit mois prononcé par le tribunal correctionnel agenais. Les condamnations en question sanctionnent la destruction de plants de riz transgénique au centre CIRAD de Montpellier et de semences de maïs transgénique dans les locaux de la société Novartis à Nérac.
- 22 juin 2003 : incarcération à la prison de Villeneuve-lès-Maguelone.
- 2 août 2003 : libéré à la suite d'une grâce présidentielle (à l'occasion du 14 juillet) et aménagement de peine avec assignation à résidence.
- 8 novembre 2004 : cité à comparaître devant le tribunal de Toulouse pour répondre de sa participation à une action de destruction de parcelle de maïs transgénique le 25 juillet 2004 à Menville dans le département de la Haute-Garonne avec huit autres personnes inculpées (le député (Verts) Noël Mamère, le député européen (Verts) Gérard Onesta, José Bové, les élus municipaux toulousains François Simon (ex-PS) et Pierre Labeyrie (Verts), l'ancien secrétaire national des (Verts), Gilles Lemaire, et le conseiller régional d'Aquitaine (Verts), Michel Daverat, Jean-Baptiste Libouban, des Communautés de l'Arche (fondées par Lanza del Vasto), fondateur du mouvement des faucheurs volontaires et un agriculteur Jean-Aimé Gravas). La cour a accepté de juger les 224 autres personnes qui avaient participé à cette manifestation et qui revendiquaient leur geste comme une « action collective de désobéissance civile ».
- 17 mars 2005 : audience en appel de cette décision, à la demande du Ministère public, qui souhaitait limiter le jugement aux 9 principaux prévenus, et non à l'ensemble des faucheurs volontaires.
- 15 novembre 2005 : condamnation à 4 mois de prison ferme par la cour d’appel de Toulouse. Il se pourvoit en cassation.
- 7 février 2007 : rejet de son pourvoi en cassation. Il déclare : « Je serai peut-être le premier prisonnier politique qui sera en même temps candidat à l'élection présidentielle ».
- 27 mars 2007 : José Bové est convoqué devant le Tribunal de Villefranche-de-Lauragais (31) pour avoir participé au défrichement d'une culture de maïs OGM en Haute Garonne, le 30 juillet 2006[82].
- 12 novembre 2007 : convocation à Millau, devant un juge d'application des peines, dans le cadre de sa condamnation à de la prison ferme pour un arrachage de maïs transgénique en juillet 2004 en Haute-Garonne.
- 17 décembre 2007 : sa peine est finalement commuée en jours amendes d'un montant total de 4 800 euros[83].
- 10 juillet 2008 : le procès de douze militants anti-OGM, dont José Bové, a été reporté au 27 août. Ils sont poursuivis pour la dégradation d'un stock de maïs transgénique effectué le 4 novembre 2006 à Lugos[84].
- 4 septembre 2008 : le tribunal de Toulouse le condamne à 180 jours-amende à 100 euros pour destruction de maïs en 2006 en Haute-Garonne[85].
- 17 septembre 2008 : « le tribunal correctionnel de Carcassonne a relaxé ce mercredi l’ensemble des militants anti-OGM, parmi lesquels José Bové, poursuivis pour entrave à l’exercice de la liberté du travail après avoir envahi le site du semencier Monsanto, à Trèbes (Aude) le 13 avril 2006 »[86].
- 28 août 2009 : José Bové comparaît devant le tribunal de Béziers pour un arrachage de maïs transgénique effectué à Murviel-lès-Béziers en août 2007, délit qui pourrait lui valoir, en tant que multirécidiviste, dix ans de prison[87].
- 16 février 2012 : il est condamné, par la cour d’appel de Poitiers, à 200 jours-amendes de 6 euros et à verser, de concert avec trois autres prévenus, 132 702 euros à Monsanto pour préjudice matériel, ainsi que 3 000 euros pour préjudice moral[88].
- 11 octobre 2016 : alors qu'il se rendait au Canada pour protester contre le Ceta (traité de libre-échange entre l'UE et le Canada), il est arrêté à la descente de l'avion par la police aux frontières canadienne qui lui confisque son passeport et lui demande de prendre le prochain vol pour Paris. Cette décision aurait été motivée par son « passé criminel » et notamment la destruction d'un restaurant McDonald's en France en 1999. Il sera finalement autorisé à rester 7 jours sur le territoire canadien[89].

## Ouvrages
- Nous, paysans, avec Gilles Luneau, 2000
- Le monde n’est pas une marchandise ; des paysans contre la malbouffe, avec François Dufour, entretiens avec Gilles Luneau, 2001  (ISBN 2-7071-3206-3)
- Rural ! – Chronique d’une collision politique, préface, bande dessinée d’Étienne Davodeau, 2001
- Retour de Palestine, 2002
- Paysan du monde, avec Gilles Luneau, 2002
- Le Grain de l'avenir : l'agriculture racontée aux citadins,avec François Dufour, Plon, Paris, 2002
- La Confédération paysanne, avec Yves Manguy, 2003
- Pour la désobéissance civique, avec Gilles Luneau, Editions La découverte, 2004
- Candidat rebelle, 2007
- Du Larzac à Bruxelles, livre d'entretiens avec Jean Quatremer, Le Cherche midi, 2011  (ISBN 978-2-7491-1780-5) [présentation en ligne]
- Entretien avec Auguste Dubourg, in La subversion démocratique, édition Le temps des cerises, 2000
- José Bové et Claude-Marie Vadrot, Un Paysan pour l'Europe, Paris, Delachaux et Niestlé, coll. « Changer d'ère », 2009, 188 p. (ISBN 978-2-603-01625-1, OCLC 470566865)
- Hold-up à Bruxelles, 2014  (ISBN 9782707178220)
- L'alimentation en otage, avec Gilles Luneau, 2015, éd. Autrement

## Musiques
- Allez José Wallé interprété par Les Zizous
- J'osais Bové interprété par Gustave Parking
- Vas-y José interprété par Les Sales Majestés
- Oh ! José Bové interprété par Chanson plus bifluorée
- José interprété par le groupe Œil pour œil
- Bovéphilia interprété par Pustule l'Ardechois
- José Bové / Bon appétit interprété par Les Prouters
- José Bové par Kinito

## Dessin animé
José Bové interprète son propre personnage dans la série animée Silex and the City sur Arte.

## Médias
Il participe à l'émission Aux arbres citoyens, prime-time imaginé par Cyril Dion et diffusé sur France 2 en novembre 2022, qui permet de récolter 1,8 million d'euros de dons, pour la lutte contre le dérèglement climatique et le maintien de la biodiversité,.

## Au cinéma
- En 2024, il fait l'objet d'un biopic, Une affaire de principe, dans lequel il est incarné par l'acteur belge Bouli Lanners.

## Récompenses et distinctions
En 1978, la ville de Villeneuve-d'Ascq soutient le combat de José Bové mené sur le plateau du Larzac : la ferme du hameau de Montredon dans l'Aveyron qu'il occupe et exploite (GAEC Montredon du Larzac créé en 1976) est jumelée à la ferme du Héron de la ville. Quelques années plus tard, José Bové est nommé citoyen d’honneur de la ville,.